# Cornel Râpă
Cornel Emilian Râpă (* 16. Januar 1990 in Galați) ist ein rumänischer Fußballspieler.

## Karriere

### Verein
Râpă begann seine Karriere in seiner Heimatstadt bei Oțelul Galați. Im Sommer 2008 rückte er in den Kader der ersten Mannschaft auf und kam am 23. November 2008 im Spiel gegen Argeș Pitești zu seinem ersten Einsatz in der Liga 1. Zu Beginn der Saison 2009/10 wurde er unter dem neuen Trainer Dorinel Munteanu im Alter von 19 Jahren zum Stammspieler. Nach einem achten Platz gewann er mit seinem Team in der darauf folgenden Spielzeit überraschend die rumänische Meisterschaft. Im Spiel gegen Universitatea Cluj am 19. März 2011 konnte er sein erstes Tor in der Liga 1 erzielen.
Im Januar 2013 verließ Râpă seine Heimatstadt und wechselte zu Rekordmeister Steaua Bukarest, wo er die Meisterschaft 2013 gewinnen konnte. Diesen Erfolg konnte er ein Jahr später wiederholen. Dabei kam er jedoch im Saisonverlauf nur auf sieben Einsätze. In den folgenden beiden Spielzeiten kam er häufiger zum Einsatz. Im Sommer 2016 verließ er Steaua zu Pogoń Stettin in die polnische Ekstraklasa. Bei Pogoń sicherte er sich einen Stammplatz in der Abwehr und belegte mit seinem Team in den beiden folgenden Spielzeiten einen Platz im gesicherten Mittelfeld.

### Nationalmannschaft
Im November 2010 berief Nationaltrainer Răzvan Lucescu Râpă ins Aufgebot der rumänischen Nationalmannschaft zum Freundschaftsspiel gegen Italien. Am 17. November bestritt er sein erstes Länderspiel von Beginn an.

## Erfolge
- 4× Rumänischer Meister: 2011, 2013, 2014, 2015
- 2× Rumänischer Supercup: 2011, 2013
- 1× Rumänischer Ligapokal: 2015
- 1× Rumänischer Pokalsieger: 2015
- 1× Polnischer Pokalsieger: 2020
- 1× Polnischer Supercup: 2021